# Cornelia Willinger
Cornelia Willinger (* in Innsbruck, auch Willinger-Zaglmann oder Zaglmann bzw. Agnes Brandauer) ist eine österreichische Autorin, Schauspielerin und Regisseurin.
Willinger lebt in München und am Ammersee.
1990 gewann die den Adolf-Grimme-Preis 1990 in Bronze für Die Hausmeisterin.

## Filmographie
- 1985: Polizeiinspektion 1
- 1986: Rette mich, wer kann (auch Regie)
- 1988: Starke Zeiten
- 1990: Cop & Co.
- 1987–1992: Die Hausmeisterin (23 Folgen, auch Schauspielerin)
- 1995: Drei in fremden Kissen
- 1996: Schöne G’schichten mit Helmut Fischer:
  - Ein feiner Herr
  - Hund und Katz
- 1994–1998: Peter und Paul (14 Folgen)
- 2000: Fast ein Gentleman
- 2002: Mann, oh Mann, oh Mann!
- 2003: Drei unter einer Decke
- 1998, 2004: Weißblaue Wintergeschichten
- 2006: Herzdamen
- 2008: Das Traumschiff: Rio de Janeiro
- 2007, 2008: Der Bulle von Tölz:
  - 2007: Wiener Brut
  - 2008: Bulle und Bär
- 2008: Mein Gott, Anna!
- 2010: Die Posthalter–Christl
- 2011: Die Trödelqueen – Gelegenheit Macht Liebe
- 2006–2012: Pfarrer Braun:
  - 2006: Drei Särge und ein Baby
  - 2007: Das Erbe von Junkersdorf
  - 2008: Heiliger Birnbaum
  - 2009: Im Namen von Rose
  - 2009: Glück auf! Der Mörder kommt!
  - 2010: Kur mit Schatten
  - 2010: Grimms Mördchen
  - 2011: Altes Geld, junges Blut
  - 2012: Ausgegeigt!
- 2013: Herzdamen an der Elbe
- 2007–2023: Der Komödienstadel:
  - 2007: Der magische Anton
  - 2012: Die fromme Helene
  - 2013: Allein unter Kühen
  - 2014: Alpenglühn und Männertreu
  - 2014: Wenn’s lafft, dann lafft’s
  - 2015: Der fast keusche Josef
  - 2016: Göttinnen weißblau
  - 2017: Rock’n’Roll im Abendrot
  - 2018: Odel verpflichtet
  - 2019: Der Unschuldsengel
  - 2022: Das Orakel von Ramerdorf
  - 2023: Ach du lieber Gott
  - 2023: A Wiesn Gschicht (auch Regie)